# Horacio Pagani (journaliste)
Pour les articles homonymes, voir Pagani (homonymie) ou Horacio Pagani, constructeur automobile.
Horacio Pagani (né à Buenos Aires le 9 novembre 1943) est un journaliste argentin.